# Chromage
 (janvier 2022).
Si vous disposez d'ouvrages ou d'articles de référence ou si vous connaissez des sites web de qualité traitant du thème abordé ici, merci de compléter l'article en donnant les références utiles à sa vérifiabilité et en les liant à la section « Notes et références ».

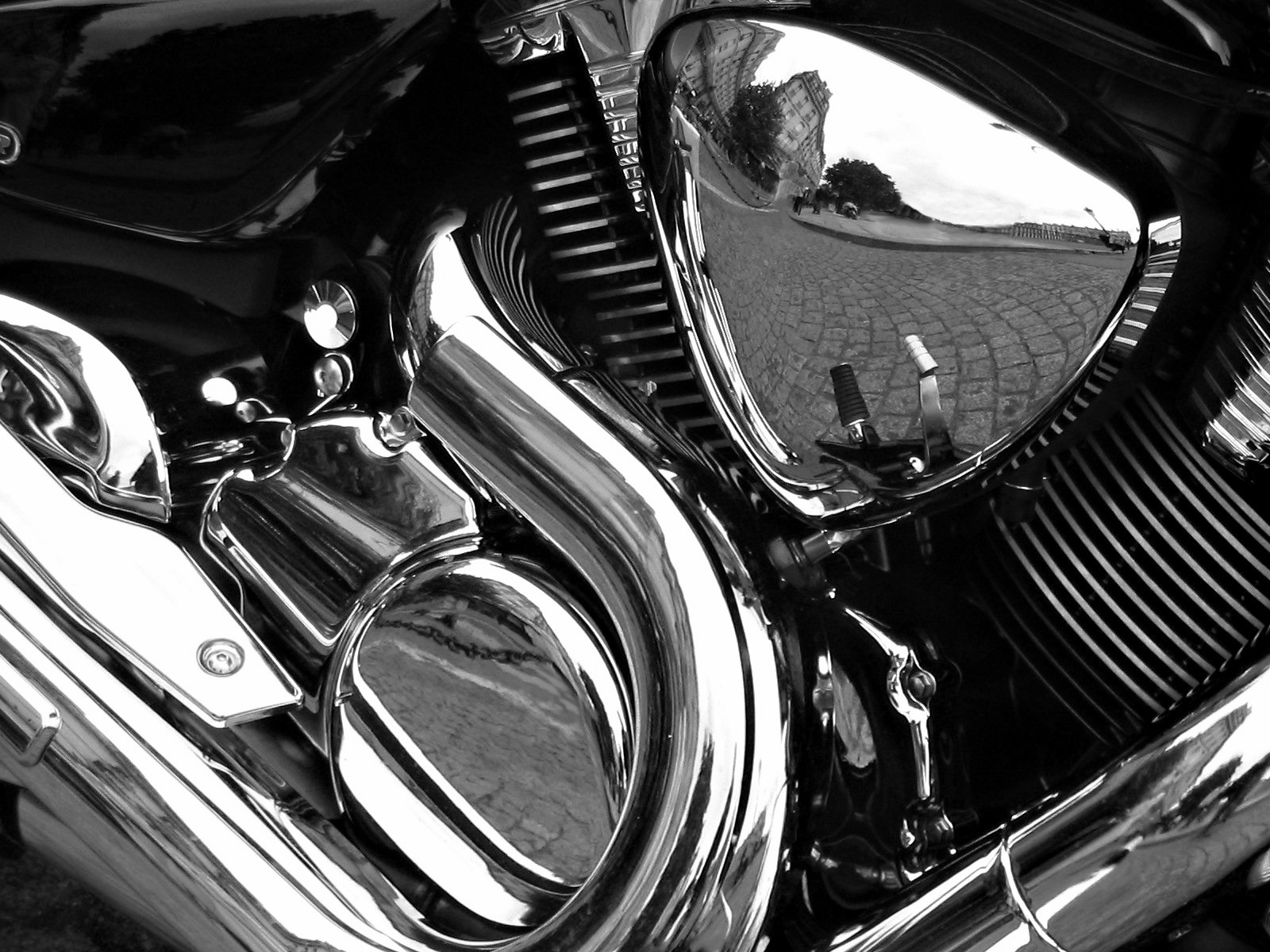
Chromage décoratif sur une moto

L'opération de chromage consiste à recouvrir une pièce en métal de chrome, d'une épaisseur plus ou moins grande, de 0,5 µm (chrome décoratif) à 1/10 mm rectifié (chromage dur). Ne pas confondre avec la « finition chromique » ou « chromatation », qui est un traitement de conversion chimique dans un bain à base chrome +VI ou +III après zingage ou cadmiage, ni avec la chromisation parfois appelée chromage électrolytique.   
On distingue habituellement deux sortes de chromage, les qualités demandées à la couche superficielle n'étant pas les mêmes selon les applications envisagées.
- le chromage décoratif a pour but de donner aux pièces l'aspect brillant caractéristique des surfaces de chrome polies. On l'utilise par exemple pour des pare-chocs et des poignées de porte.
- le chromage dur est utilisé dans les applications mécaniques où les conditions de frottement sont sévères comme revêtement anti-usure. On l'utilise par exemple pour des trains d'atterrissage, des systèmes de portes d'avions, etc.

## Procédés galvaniques
Depuis les travaux de Bunsen (1854) et de Genther (1856), l'utilisation des dépôts électrochimiques de chrome s'est largement répandue dans tous les domaines de la mécanique. La dureté, la résistance à l'usure et à la corrosion du chrome ont permis de recouvrir de ce métal des segments de piston, des guide-fils, des tiges d'amortisseurs ou de vérins, des glaces de distribution de pompes, des outillages de toutes sortes.
Les dépôts galvaniques présentent cependant de nombreux inconvénients :
- les bains de chromage sont à base d'acide chromique et d'acide sulfurique avec un rapport de 1/100. Le bain est à base de Cr6+ qui se réduit en Cr3+ dont les molécules se déposent sur la pièce.
- le dépôt de chrome peut être déposé directement sur la pièce selon son usage. Pour les vérins il est conseillé de réaliser une sous-couche de nickel de 20 µm pour limiter la corrosion.
- Il faut savoir que le dépôt de chrome a un faible rendement cathodique (15 %) et à la cathode se produit un dégagement d'hydrogène qui fragilise l'acier et diminue sa résistance à la fatigue. Un traitement de dégazage est à faire pour retrouver les caractéristiques mécaniques de la pièce.

Pour augmenter la résistance à la fatigue, un grenaillage de précontrainte peut également être réalisé avant chromage.
Des améliorations ont été apportées au procédé, pour éviter l'apparition de microfissures dans les dépôts, pour obtenir une certaine micro-porosité favorable à la rétention de lubrifiants, pour remplacer le chrome hexavalent par le chrome trivalent moins toxique, etc.
L'électrodéposition sous courants pulsés améliore considérablement la vitesse de déposition et le rendement cathodique.

## Procédés de dépôt sous vide
On peut réaliser le chromage par dépôt physique en phase vapeur (PVD).
La technique la plus prometteuse est sans doute la pulvérisation cathodique magnétron (PCM). 
Cette opération se passe dans une enceinte à vide contenant de l'argon ou un autre gaz inerte sous très faible pression (quelques centièmes de torr). Une cible composée d'un métal M est portée à une tension négative suffisamment élevée pour que le champ électrique ainsi créé puisse ioniser l'atmosphère dans son voisinage. Les ions argon qui résultent de ce champ sont attirés par la cible, qu'ils frappent violemment, arrachant des atomes du métal M et les projetant dans l'environnement. Ces atomes vont alors se condenser sur la surface des objets placés en face de la cible. On obtient alors la « pulvérisation cathodique diode », qui est très lente. Il faut entre 10 min et 1 h pour obtenir une épaisseur de dépôt de l'ordre du μm. En appliquant en plus un champ magnétique perpendiculaire au champ électrique, on accroît de façon significative la densité du plasma qui se forme autour de la cible, la vitesse de déposition peut alors atteindre une valeur industriellement acceptable de l'ordre de 1 μm/min.
Les dépôts réalisés par PCM sont beaucoup moins fissurés et beaucoup plus compacts que ceux qui sont réalisés par voie galvanique mais ils sont aussi nettement moins durs. La présence dans l'enceinte de traces d'autres éléments comme l'oxygène, l'azote, le carbone, permet de corriger ce défaut et même d'atteindre des duretés bien plus élevées. On peut montrer par diffraction de rayons X que ces éléments ne se combinent toutefois pas avec le chrome, de sorte que leur action n'est pas facile à interpréter.
Les essais de frottement réalisés sur les couches obtenues par PCM montrent que la résistance à la fatigue des pièces ainsi traitées est bien supérieure à ce que l'on obtient par voie galvanique, et naturellement il n'y a plus aucune fragilisation par l'hydrogène.